# Christian Gottlieb Berger (Soldat)
Christian Gottlieb Berger (* 30. Januar 1787 in Breslau; † 2. Mai 1813 in Rahna) war ein Freiwilliger in den Befreiungskriegen 1813. Er fiel in der Schlacht bei Großgörschen.

## Leben

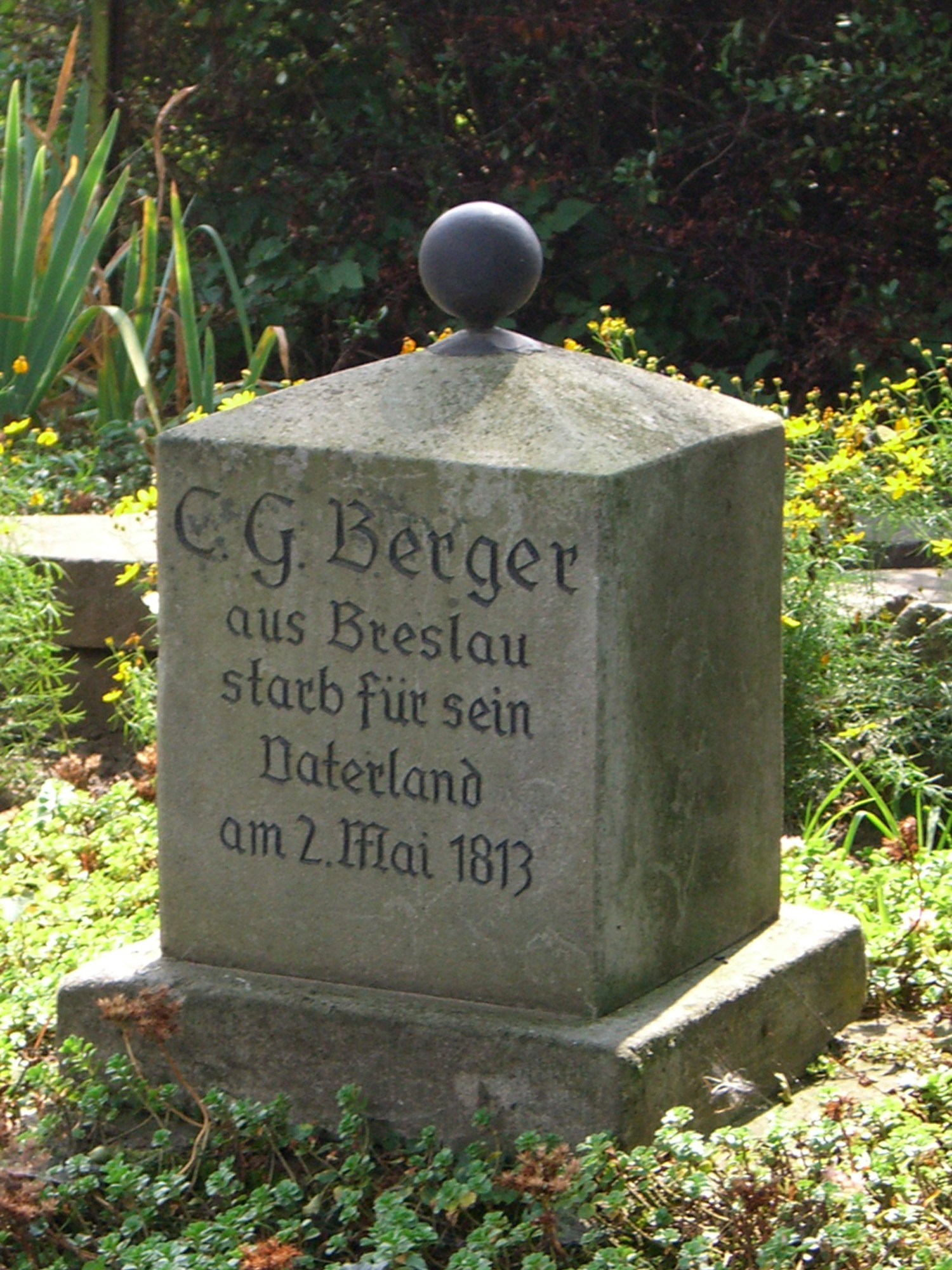
Das Berger-Grab

Christian Gottlieb Berger stammte aus einer wohlbegüterten Breslauer Familie. Schon als Kind zeigte er lebhaftes Interesse an der Natur.
1805 begann er ein Studium der Rechte in Halle (Saale). Eine seiner ersten Reisen von Halle aus führte ihn nach Weimar, wo er Goethe kennenlernte.
Nach seinem Studium unternahm er längere Reisen durch mehrere europäische Länder. Auf diesen Reisen fasste er den Entschluss, sich ganz der Naturkunde zu widmen. Mineralogie und Botanik waren auf den Reisen seine Lieblingsstudien.
Sein Weg führte ihn zunächst von Heidelberg längs des Rheins bis nach Holland, dann zog er zwei Jahre durch Frankreich, bevor er in die Schweiz und später nach Italien (Neapel, Messina) ging. Nach seiner Heimkehr nach Breslau begann er, seine reichen Sammlungen zu ordnen.
Am 3. Februar 1813 erließ der preußische König, der sich zum Schutz gegen den Zugriff französischer Militärs in Breslau aufhielt, auf Anraten Scharnhorsts einen Aufruf zur Bildung freiwilliger Jäger-Detachements. Erster Sammelpunkt dieser Abteilungen war Breslau. Auch der 26-jährige Berger trat in das Jäger-Detachement der Gardejäger ein.
In der Schlacht bei Großgörschen, der ersten der Befreiungskriege, fiel er am 2. Mai 1813 im Dorfe Rahna, von einer Kugel in die Stirn getroffen. In Rahna befindet sich neben einem Garten auch sein Grab, das 1989 neu gestaltet wurde.
In Rahna wurde eine Straße nach ihm benannt.